# مديرية شرس

تعديل مصدري - تعديل

مديرية شَرَس إحدى مديريات محافظة حجة في اليمن. بلغ عدد سكانها 15707 نسمة عام 2004. تضم ثلاث عزل.

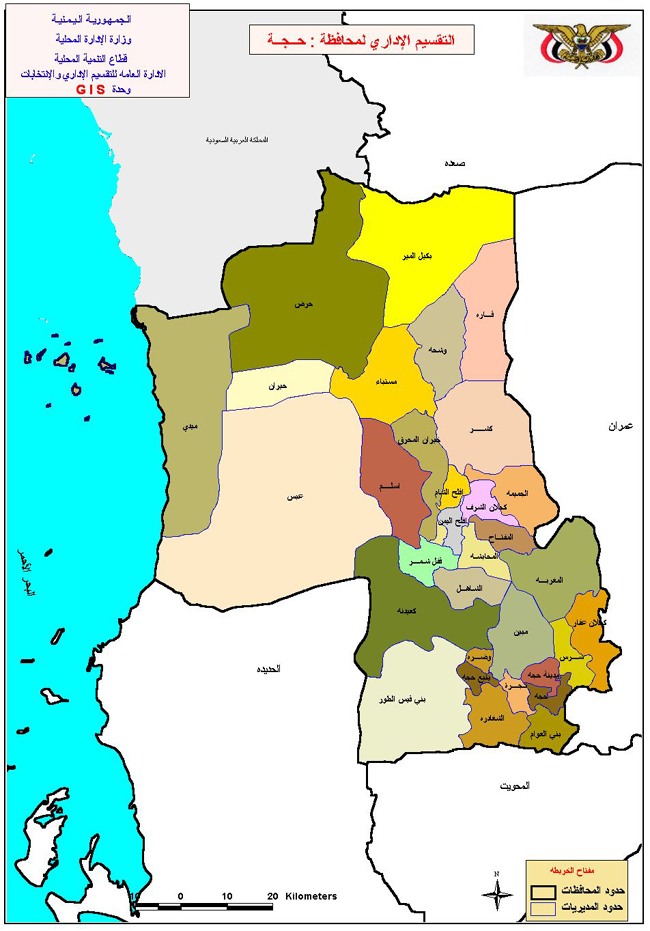
موقع مديرية شرس في محافظة حجة